# Warfare
Warfare (от англ. Warfare — военные действия) — компьютерная игра в жанре стратегии в реальном времени. Разработана Зеленоградской компанией GFI Russia и выпущена компанией Руссобит-М в сентябре 2008 года.

## История разработки
Официальный старт разработки Warfare — январь 2005 года. Руководителем проекта стал Виталий Шутов. Разработка игры закончилась 19 сентября 2008 и поступила в продажу 20 сентября 2008 года. Также для игры есть специальный редактор Warfare Map Editor.

## Сюжет
Родственники короля Саудовской Аравии подняли мятеж и склонили войска на свою сторону. Король запрашивает помощь американцев, у которых в свою очередь одна цель — пользуясь случаем, сделать Саудовскую Аравию «демократической» страной.

## Геймплей

### Группировки
- Королевская семья саудитов
- Экспедиционный корпус армии США
- Талибан
- Арабская повстанческая армия

Играть можно только за армию США. Кроме того, в некоторых миссиях игроку под контроль передаются части королевской гвардии саудитов.

### Карьерный рост
При игре за США главный герой не получает новых званий, но набирает в свой отряд понравившуюся трофейную советскую, российскую и французскую технику. Попутно происходит профессиональный рост каждого подразделения в зависимости от полученного опыта. Большинство отрядов и экипажей переходит из миссии в миссию. При этом все отряды сохраняют свой опыт независимо от потерь — главное, чтобы на момент окончания миссии отряд не был уничтожен полностью.

### Техника
В игре представлен арсенал современной техники, как американского, так и советского или российского производства, и, кроме того, множество моделей современного европейского оружия. При прохождении кампании присутствует возможность покупать новую технику. В игре есть более 50 видов реально существующей техники, включая экспериментальную (например, САУ «Крусейдер») и неиспользуемую (Багги, Land Rover 110, ЗРК Patriot и C-75, а также ОТРК СКАД). При этом в игре много неточностей — так мятежные войска используют БТВТ в реальности не состоящую на вооружении саудовских войск, но используемую соседними странами (Ирак, ОАЭ).

## Отзывы прессы
Игра получила преимущественно тёплые отзывы критиков. Главным достоинством игры была названа реалистичность игры и отсутствие ресурсов, что не только повышает сложность игры, но и создает необходимость тактического ведения боя, делая игру более интересной. Также был отмечен мощный саундтрек в духе старых частей Command & Conquer. К минусам игры относятся скучность некоторых миссий, отсутствие разнообразия в ландшафте карт и не очень достоверное отображение матчасти ВС Саудовской Аравии сделанное в угоду игровому балансу.
| Русскоязычные издания | Русскоязычные издания  |
| Издание               | Оценка                 |
| --------------------- | ---------------------- |
| Absolute Games        | 70/100                 |
| PlayGround.ru         | 8,6/10                 |
| «ЛКИ»                 | 74 % и награда журнала |
| «Страна игр»          | 8/10                   |

## Другие игры
- 5 февраля 2010 года GFI выпустила игру Противостояние. 3D. Перезагрузка, использующую движок Warfare с видоизменённым интерфейсом.
- В начале 2017 года другая студия, «Играющие кошки» (Cats who play), выпустила свой продукт, игру «Сирия: Русская буря» (Syrian Warfare), использующую тот же движок, но уже с незначительными модификациями UI, а также с моделями и текстурами лучшего качества. В отличие от «Warfare» и «Противостояния», «Русская буря» обыгрывает не гипотетические конфликты, а отталкивается от событий гражданской войны в Сирии. В «Русской буре» события подаются с точки зрения сирийского офицера, а в роли противников выступают боевики ИГИЛ и «Нусры».